# Ryan Zapolski
Ryan Zapolski (né le 11 novembre 1986 à Érié dans l'État de Pennsylvanie aux États-Unis) est un joueur professionnel américain de hockey sur glace. Il évolue au poste de gardien de but.

## Biographie
Il a joué au niveau universitaire pour les Lakers de Mercyhurst College de 2007 à 2011 avant de faire ses débuts professionnels dans l'ECHL. La saison 2012-2013 est couronnée de succès pour Zapolski, alors qu'il joue pour les Stingrays de la Caroline du Sud ; il affiche un dossier de 25-11-2, un taux d'arrêt à 94,4% et une moyenne de 1,62 but alloué par match, ce qui lui permet de remporter plusieurs honneurs, dont le titre de meilleur gardien de but, meilleure recrue et de meilleur joueur au sein de la ligue.
En 2013, il rejoint le Lukko Rauma dans la Liiga, championnat élite de Finlande. Après trois saisons passées comme gardien titulaire du Lukko, il rejoint le Jokerit Helsinki dans la KHL en 2016.
Il prend part avec l'équipe des États-Unis aux Jeux olympiques d'hiver de 2018 se tenant à Pyeongchang en Corée du Sud.

## Trophées et honneurs personnels
- 2006-2007 : nommé dans la première équipe d'étoiles de la NAHL.
- 2009-2010 : nommé dans la troisième équipe d'étoiles de l'AHA.
- 2010-2011 : nommé dans la deuxième équipe d'étoiles de l'AHA.
- 2012-2013 :
  - participe au Match des étoiles de l'ECHL (nommé MVP).
  - nommé dans la première équipe d'étoiles de l'ECHL.
  - nommé dans l'équipe des recrues de l'ECHL.
  - nommé meilleur joueur (MVP) de l'ECHL.
  - nommé meilleure recrue de l'ECHL.
  - nommé meilleur gardien de but de l'ECHL.
- 2017-2018 : 
  - nommé gardien de but du mois (octobre) dans la KHL.
  - participe au Match des étoiles de la KHL.